# Cassie (canção)
"Cassie" é uma canção da banda de metal alternativo Flyleaf. Ela foi lançada no EP Passerby, quando a banda ainda se chamava Passerby. "Cassie" ainda apareceu no EP Flyleaf e no álbum Flyleaf. Essa canção é sobre Cassie Bernall, uma estudante que foi morta no Massacre de Columbine.
A letra da canção se baseia no momento em que Cassie Bernall foi perguntada por um dos atiradores: "Você acredita em Deus?". Após responder "Sim", foi morta com um tiro na cabeça.